# كبايا
باجو كبايا (بالملايو Baju Kebaya) هو نوع من الزي الملايوي للنساء يتكون من قميص نسائي وعادة تكون ضيقة ملتصقة بالجسم من منطقة الصدر إلى الخصر وعريضة نسبيا من أدنى الخصر إلى مبدأ الفخذين، أما التنورة فعادة ما تكون مشقوقة من الأسفل إلى دون الركبتين، أو تكون من قماش غير مخيط بطول مترين أو ثلاثة أمتار يلف حول الخصر. والكلمة مأخوذة من كلمة عباءة العربية.

## معرض صور

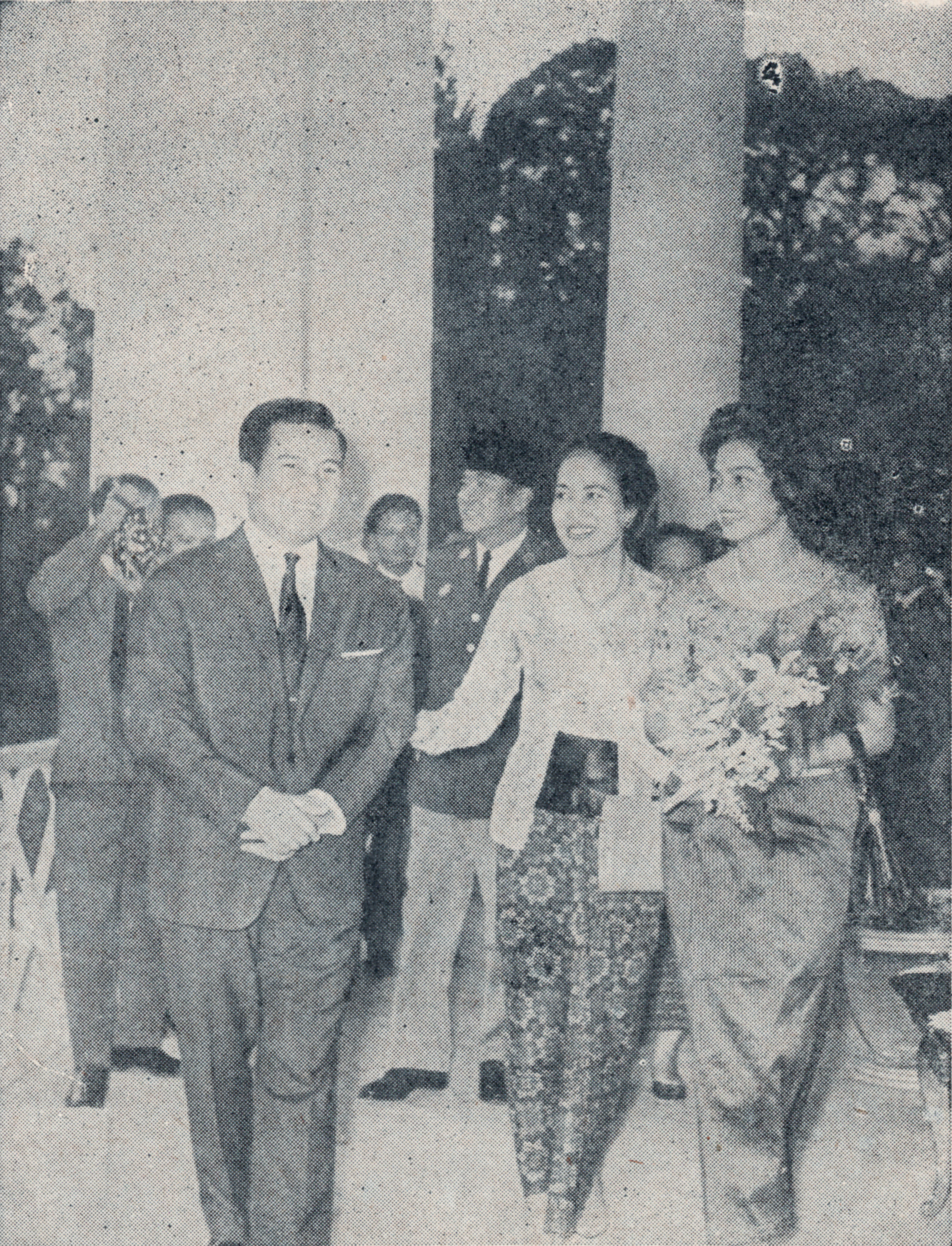
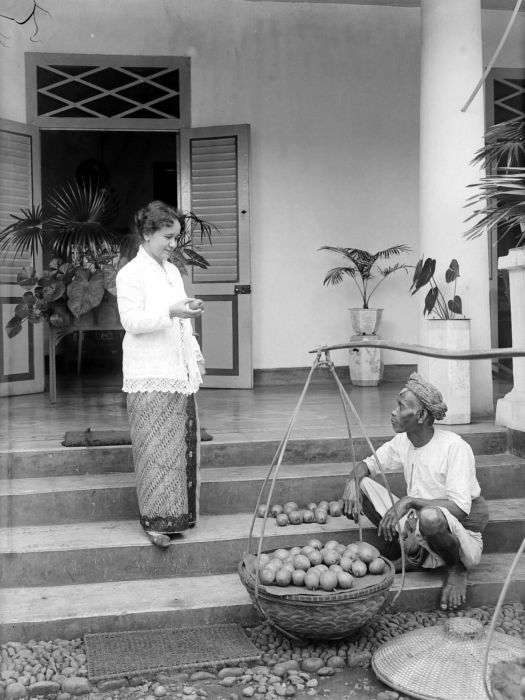
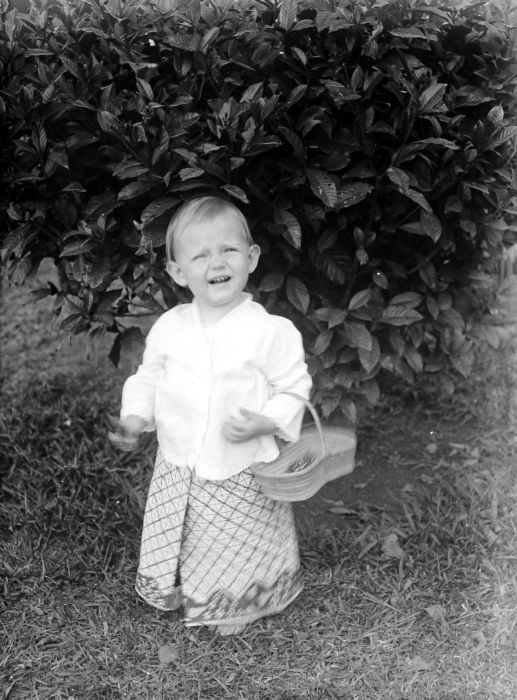
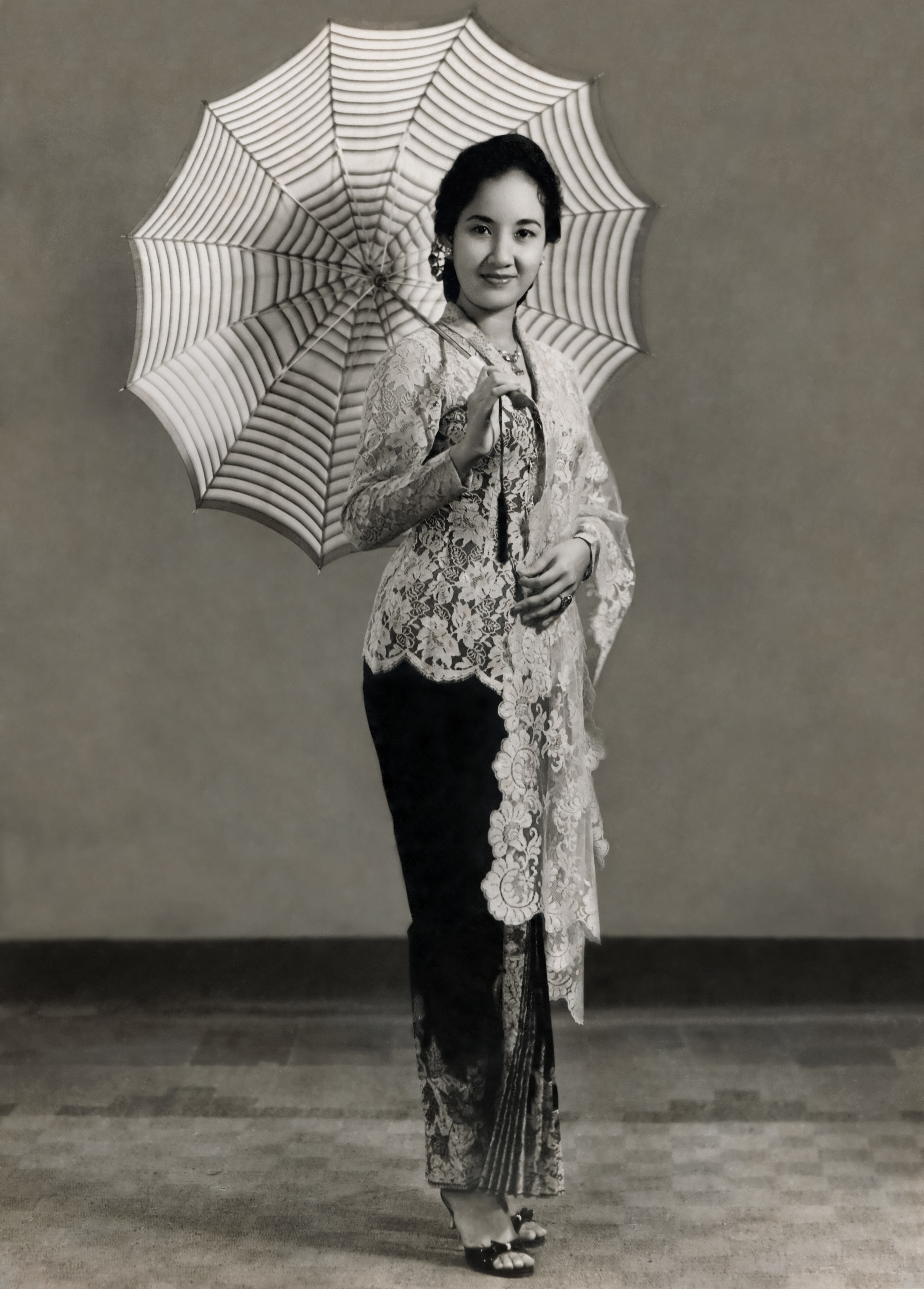
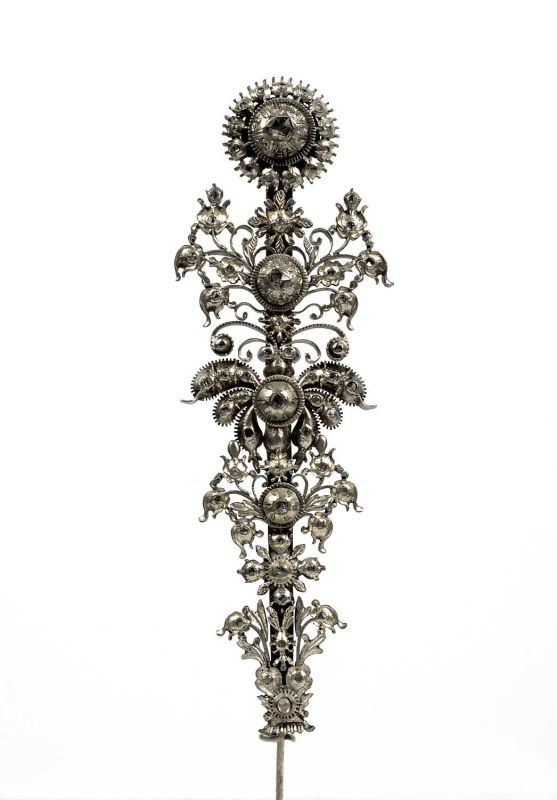